# Kuba Wojewódzki
Jakub Władysław Wojewódzki, známý jako Kuba Wojewódzki, (* 2. srpna 1963 v Koszalinu v Polsku) je polský novinář, televizní osobnost, bubeník a bavič s kontroverzním chováním a vyjadřováním.

## Filmografie
- 1998-2003: polský televizní seriál Miodowe lata, hraje sebe samého
- 2000: polský dokument Dzieci Jarocina
- 2002-2006: polský televizní seriál Samo Życie, sebe samého
- 2004: německá komedie 7 Zwerge - Männer allein im Wald (polská verze), dabér královského šaška
- 2006: polský dokument Chasing the Acids
- 2007: polská komedie Testosteron, sebe samého
- 2009: polská komedie Idealny facet dla mojej dziewczyny, hraje uchazeče o roli v pornu